# Bill
Bill (conegut també amb el títol de Meet Bill) és una pel·lícula estatunidenca dirigida per Bernie Goldmann i Melisa Wallack, estrenada el 2007. S'ha doblat al català.

## Argument
Un hom de mitjana edat està fart de la seva feina i està casat amb una dona que l'enganya i que de mala gana ha de convertir-se en mentor d'un adolescent rebel.

## Repartiment
- Aaron Eckhart: Bill Anderson
- Logan Lerman: The Kid
- Jessica Alba: Lucy
- Elizabeth Banks: Jess
- Timothy Olyphant: Chip
- Craig Bierko: Sergent
- Marisa Coughlan: Laura
- Kristen Wiig: Jane Whitman
- Jason Sudeikis: Jim Whitman
- Andy Zou: Donald Choo
- Holmes Osborne: M. Jacoby
- Conor O'Farrell: Principal